# Charley Eckman
Charles Markwood Eckman jr., detto Charley (Baltimora, 10 settembre 1921 – Baltimora, 3 luglio 1995), è stato un allenatore di pallacanestro e arbitro di pallacanestro statunitense, professionista nella NBA.

## Palmarès
- 2 volte allenatore all'NBA All-Star Game (1955, 1956)